# Vini Zabù KTM/Saison 2020
Diese Artikel listet die Siege und Fahrer des Radsportteams Vini Zabù KTM in der Saison 2020.
UCI Continental Circuits
| Datum          | Rennen                         | Kat. | Fahrer          |
| -------------- | ------------------------------ | ---- | --------------- |
| 18. August     | 1. Etappe Tour du Limousin     | 2.1  | Luca Wackermann |
| 18.–21. August | Gesamtwertung Tour du Limousin | 2.1  | Luca Wackermann |

Nationale Meisterschaften
| Datum      | Rennen                                     | Fahrer         |
| ---------- | ------------------------------------------ | -------------- |
| 21. August | Serbische Meisterschaft – Einzelzeitfahren | Veljko Stojnić |

## Fahrer
| Teamkader 2020                            | Teamkader 2020     | Teamkader 2020 | Teamkader 2020                            |
| Name                                      | Geburtsdatum       | Land           | Vorheriges Team                           |
| ----------------------------------------- | ------------------ | -------------- | ----------------------------------------- |
| Andrea Bartolozzi                         | 3. Mai 1999        | Italien        |                                           |
| Gianmarco Begnoni (1. Jan.–1. Feb.)       | 20. März 1996      | Italien        |                                           |
| Liam Bertazzo                             | 17. Februar 1992   | Italien        | MG Kvis-Wilier (2014)                     |
| Simone Bevilacqua                         | 22. Februar 1997   | Italien        | Zalf Euromobil Désirée Fior (2017)        |
| Mattia Bevilacqua                         | 17. Juni 1998      | Italien        | Team Franco Ballerini (2019)              |
| Francesco Manuel Bongiorno                | 1. September 1990  | Italien        | Sangemini-MG.Kvis-Vega (2018)             |
| Matteo Busato                             | 20. Dezember 1987  | Italien        | Androni Giocattoli-Sidermec (2019)        |
| Matteo De Bonis                           | 26. September 1995 | Italien        |                                           |
| Andrea Di Renzo                           | 24. Januar 1995    | Italien        | VPM Porto Sant'Elpidio Monte Urano (2019) |
| Lorenzo Fortunato                         | 9. Mai 1996        | Italien        | Hopplà-Petroli Firenze (2018)             |
| Marco Frapporti                           | 30. März 1985      | Italien        | Androni Giocattoli-Sidermec (2019)        |
| Andrea Garosio                            | 12. Juni 1993      | Italien        | Bahrain-Merida (2019)                     |
| Roberto González                          | 21. Mai 1994       | Panama         | Bicicletas Strongman (2017)               |
| Alessandro Iacchi                         | 26. Mai 1999       | Italien        |                                           |
| Umberto Marengo                           | 21. Juli 1992      | Italien        | GSC Viris Vigevano Lomellina (2018)       |
| James Mitri                               | 28. Februar 1999   | Neuseeland     | Burgos-BH (2019)                          |
| Jan Petelin                               | 2. Juli 1996       | Luxemburg      | Differdange-GeBa (2019)                   |
| Lorenzo Rota                              | 23. Mai 1995       | Italien        | Bardiani CSF (2019)                       |
| Matteo Spreafico (1. Aug.–31. Okt., Anm.) | 15. Februar 1993   | Italien        | Androni Giocattoli-Sidermec (2020)        |
| Riccardo Stacchiotti (1. Mär.–31. Dez.)   | 8. November 1991   | Italien        | Giotti Victoria-Palomar (2019)            |
| Veljko Stojnić                            | 4. Februar 1999    | Serbien        | Team Franco Ballerini (2019)              |
| Leonardo Tortomasi                        | 21. Januar 1994    | Italien        |                                           |
| Etienne van Empel                         | 14. April 1994     | Niederlande    | Roompot-Nederlandse Loterij (2018)        |
| Giovanni Visconti                         | 13. Januar 1983    | Italien        | Bahrain-Merida (2018)                     |
| Luca Wackermann                           | 13. März 1992      | Italien        | Bardiani CSF (2019)                       |
| Edoardo Zardini                           | 2. November 1989   | Italien        | Bardiani CSF (2017)                       |
|                                           |                    |                |                                           |
| Quelle: ProCyclingStats                   |                    |                |                                           |

Anmerkung: Matteo Spreafico, entlassen wegen Doping